# 大众辉腾
大众輝騰（英語：Volkswagen Phaeton）是由大众汽车生产的一款全尺寸豪华轿车，与賓利欧陆GT系出同門，採用與宾利欧陆GT Flying Spur類似的底盤機械結構。该款车型是在德國的德勒斯登透明工厂中由工人手工製造的，是大众車系中的顶级款式，最高可选配6.0升W12引擎。“辉腾”一名取自希腊神话中的太阳神之子法厄同。该车型的主要竞争对手包括宝马7系、梅塞德斯-奔驰S级/E級、豐田皇冠马杰斯塔和奥迪A8。该车型最后于2016年3月正式停产。

## 开发过程

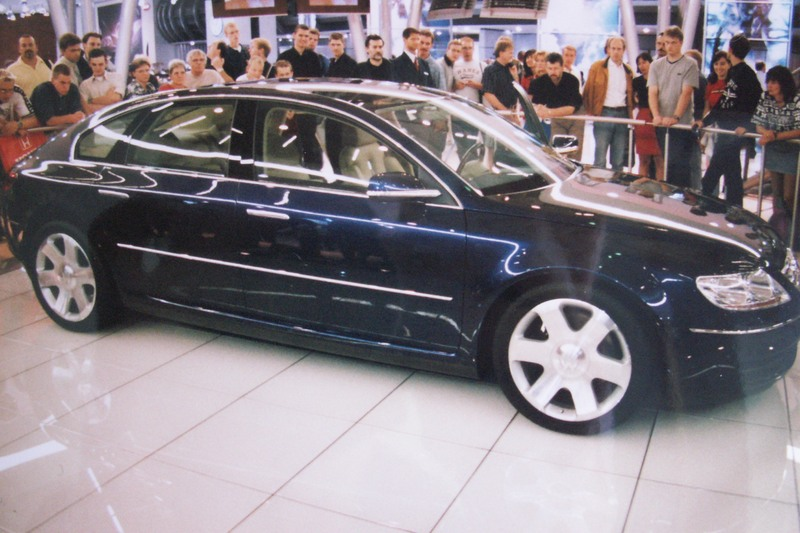
辉腾的原型概念车：VW Concept D (展于1999年的德国国际汽车展)

辉腾是由当时的时任大众集团董事长費迪南德·皮耶希一手策划的，他希望大众品牌下能有一款可与豪華汽車市场领导者梅賽德斯－賓士的奔驰S级和宝马的BMW 7系列车型竞争的高端豪华车型。他之所以会这么做的部分原因是因为当时奔驰和宝马分别推出了奔驰A级和BMW 3系紧凑型车型来迎合低端市场，这给大众品牌带来了竞争压力。同时，辉腾的目标也是为了给树立大众汽车树立一个全新的品牌形象。尽管当时大众集团旗下已经有了能够在全尺寸豪华车领域直接与奔驰和宝马竞争的奥迪A8车型，但在皮耶希眼里，辉腾相较于A8而言则更加像是一款舒适型的豪华轿车。
费迪南德·皮耶希最终于1996年启动VW611项目，开始开发辉腾，他向工程师树立了十个辉腾必须满足的目标，这些目标也被大众视为商业机密，至今也仅有其中的两项被大众集团向外界公布——其一是辉腾要能在外界环境温度55度状况下以每小时300公里速度行驶一天，同时保持车内恒温22度。即使辉腾存在人为电子限速，最高速度为每小时250公里，皮耶希还是坚持提出了这一要求。其二是车身抗扭钢性须达到37000牛米/度。为了做到这些，大众集团共计花费了超过10亿欧元来开发这款车型。
在1999年的德国国际汽车展上，大众向外展示了辉腾的概念车型Concept D，外形采用了掀背车型，除此之外都同辉腾具有非常相似的设计。这辆车与正式版辉腾一样配有V10 TDI发动机、空气悬架以及全轮驱动。

## 发展历史

### 初代辉腾（GP0）
辉腾于2002年5月上市，随后，在2002年11月，大众还另外推出了加长版的辉腾。辉腾是基于大众D1平台开发的，与宾利欧陆GT和宾利飞驰相同。辉腾上的某些组件，例如自动变速器和个别型号的发动机也是和奥迪A8共享的，它也是首款配备了雷达和自适应巡航系统的大众汽车，辉腾同时也拥有当时所有大众乘用车系列的车型中最长的轴距，辉腾是在德国德累斯顿的大众透明工厂中由工人们亲自手工组装的，大众为建造该工厂耗费了约1.86 亿欧元，该工厂的年产能为20,000辆，并且大众最初还曾还计划将其年产能扩大到35,000辆。同时，辉腾还是与宾利飞驰共线生产的，直到2006年10月，宾利旗下的所有车型的生产组装工作都被转移到了英国克鲁。
在亚洲，辉腾于2003年9月在中国大陆上市，2004年在台湾上市，2005年04月在韩国上市，随后，中国大陆成为辉腾最为热销的地方。
2004年，辉腾在北美上市，不过其销量不佳，在加拿大，2004年全年仅售出93辆辉腾，在2005年的前八个月里，也仅售出21辆辉腾。在美国，2004年里仅有1433辆辉腾被售出，2005年，这一数字又降至820，三年总共只售出3354辆辉腾，于是大众宣布在2006后不再于北美地区销售辉腾，另外，大众还于2006年时停产了V10发动机版的辉腾。

### Lounge（2005）
Lounge是大众基于辉腾的轴距加长版进一步改造而来的一款概念车，于2005年中东国际汽车展上亮相，它的后车厢有两对相对的座椅，可容纳四人，配有W12 发动机、加固底盘、六速自动变速箱、分区空调、前后酒柜、迷你酒吧、多色氛围灯、雪茄盒、两个17 英寸显示器、两台DVD换碟机。

### 第一次改款（GP1）与第二次改款（GP2）
2007年3月，大众开始销售辉腾的初次改款车型（GP1）初次改款版辉腾增加了LED日间行车灯和双氙气大灯，以及一个DVD导航系统与自适应巡航系统，还添加了一个名为“Side Assist”的盲点侦测系统，同时，V10 TDI发动机停产，为了符合欧5排放标准，大众在辉腾上的这部V6 TDI发动机做了些许改动，将其百公里油耗降至了8.6升，另外，这代改款辉腾的前雾灯上也添加了一圈镀铬装饰。

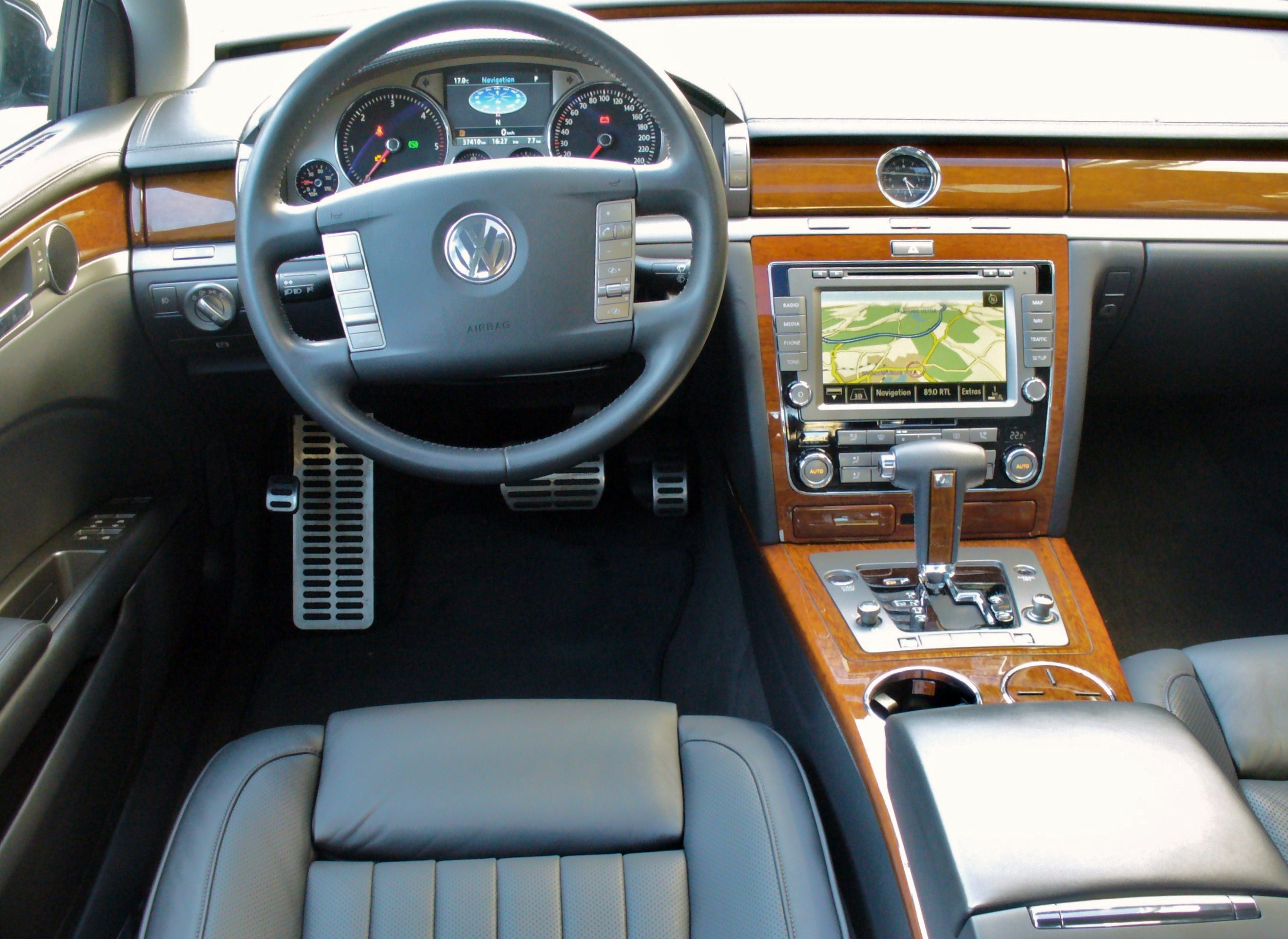
二次改款型辉腾（2009——2011）的内饰

仅仅在初次改款型辉腾推出两年后，辉腾的第二个改款（GP2）型在2009年上市，这次改款给辉腾增加了一个被重新设计的中控台，同时，在此代辉腾上，大众使用了3.0L TDI与3.6L FSI型V6发动机取代了此前的3.2L V6 TDI发动机，输出功率从原来的171kW升级到来176 kW，扭矩来到了500 Nm。

### 第三次改款（GP3）
三次改款型辉腾在2010年4月的北京国际车展上亮相，随后于2011年上市，这是辉腾的第三个改款（GP3），大众将这代辉腾称为“新辉腾”，相比前代，新的第三版改款辉腾的外观有了很大的变化，它拥有一个被全新设计的前格栅，另外还增加了LED尾灯，氙气大灯也成为标配，另外还有一个新设计的方向盘，第三版改款辉腾还新增了“动态车灯辅助系统”与使用了谷歌地图数据的导航系统，提供V6/V8/W12三种发动机可选，随着发动机的不同，也会配制有不同的变速箱，另外，大众还于2013年联合了家具厂商柏秋纳·弗洛推出了一款柏秋纳·弗洛版辉腾。
W12发动机版辉腾在不久后停产，不过之后仍为中国大陆市场特供了一段时间。

### 第四次改款（GP4）
第四版改款辉腾在2014年上市，这是辉腾的第四个改款（GP4），第四版改款辉腾的更新包括：新设计的的后排空调控制器、两款新外观颜色、镀铬座椅调节按钮、新设计的档把、新设计的方向盘、支持WLAN热点。另外，大众还在这代的辉腾的V8发动机上做了改进，将其排放标准改进至了欧6，这一代改款是辉腾的最后一代改款，此外，大众还在2015年时于英国市场停售了辉腾。

### 停产

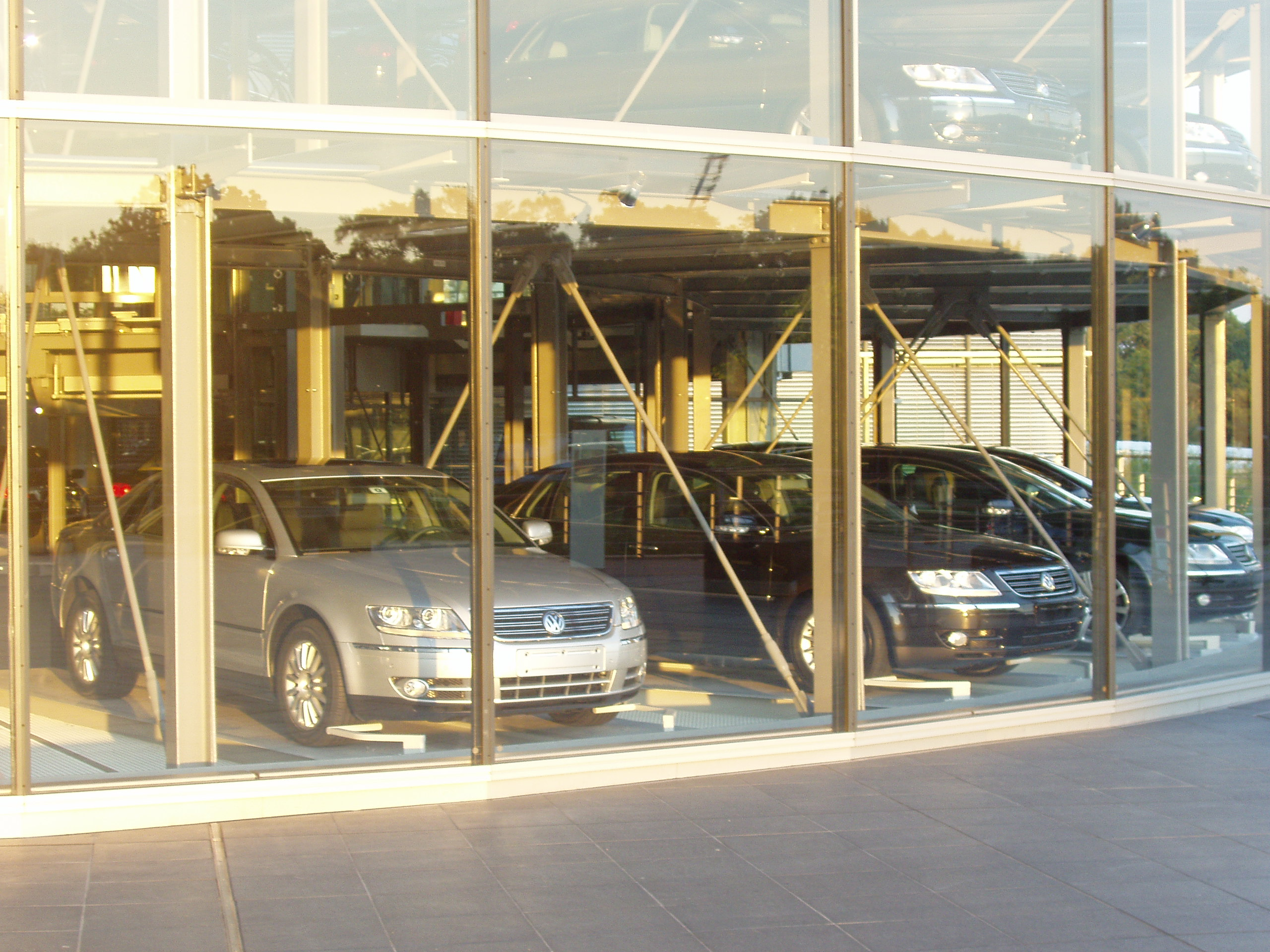
停放在透明工厂里的辉腾

2015年9月，大众集团被发现在汽车尾气排放问题上舞弊，陷入了排放门丑闻中，排放门带来的巨额罚款使大众不得不砍掉一些盈利能力低下的项目，辉腾就是其中之一，大众于2015年10月宣布将于2016年停产辉腾，之后，最后一辆辉腾在2016年3月18日于透明工厂下线，这宣告了辉腾14年生涯的结束。
在销量上，辉腾相较于其它竞品要落后一大截，虽然大众没有公布过辉腾的具体销量数据，只公布过它的生产数据，不过生产数据还是反应出了其不受市场欢迎的事实，辉腾失败的原因有很多，包括质量问题、定价过高和外观造型不佳，但最主要的还是大众自身的品牌力低下，这打消了很多消费者购买它的欲望，虽然透明工厂的年产能为20000辆汽车。不过，因为需求量稀少，在辉腾的15年的生涯中，透明工厂总共仅制造了84,235辆辉腾，平均年产量仅6000辆，这远低于大众的预期。而且，由于销量稀少，在2002至2012年间，大众平均每卖出一辆辉腾就要损失掉28000欧元，大众一共在辉腾的身上亏损了近20亿欧元。
辉腾停产后，受排放门影响，大众开始将透明工厂转型为生产电动车型的工厂，2017年，大众开始在这里生产e-Golf，随后，在2021年，大众又开始在这里生产ID.3。
| 年份 | 2001 | 2002 | 2003 | 2004 | 2005 | 2006 | 2007 | 2008 | 2009 | 2010 | 2011  | 2012  | 2013 | 2014 | 2015 | 2016 |
| ---- | ---- | ---- | ---- | ---- | ---- | ---- | ---- | ---- | ---- | ---- | ----- | ----- | ---- | ---- | ---- | ---- |
| 产量 | 371  | 3403 | 5885 | 5485 | 6001 | 5024 | 5711 | 6189 | 4071 | 7477 | 11166 | 10190 | 5812 | 4061 | 2924 | 452  |

### 继任者
虽然辉腾最终于2016年停产，不过，大众公司也曾为其研发过一款名为「辉腾D2」的换代车型，在大众宣布停产辉腾这一车型时，该项目都几乎已经完成开发，甚至已经可以量产，它本应是辉腾的二代换代车型，然而因为辉腾停产，该项目也因此停留在了概念车阶段，从未量产，直到辉腾上市20周年（2022年）时，大众才对外公布了这一概念车型，而此时，辉腾已经停产6年了。
虽然辉腾D2最终没能成功上市，不过，大众还是为辉腾销量最盛的中国大陆市场推出了一款名为「辉昂」的车型，这款车型是大众为中国大陆市场推出的特供车型，仅在中国大陆销售，于2016年的日内瓦车展上首发，是辉腾的正式继任车型，不过配置和价格都比辉腾要低了很多，而且也只提供L4和V6发动机两种动力系统可选，在2021的中期改款后甚至取消了V6发动机版车型，而且使用的汽车平台也并非是辉腾之前采用的D1平台，而是转而使用大众集团的MLB平台进行开发的，其最终也于2022年底停产。

## 动力系统
除2004年与2003年款外，其余辉腾的传动系统都仅有4Motion全时四驱可选，而2004与2003款的前轮驱动版辉腾则仅配有3.2L发动机。而在北美市场，大众仅销售了配有4.2L V8与6.0 W12型发动机的辉腾，V10发动机版辉腾是在2003款时推出的。另外，大众还将辉腾的V8与W12版本的最高时速电子限速在了250km/h。
| 型号                | 年份      | 引擎代号        | 引擎种类                    | 在一定转速下的马力与扭矩                                                                          | 0-100（km/h）加速时间（秒） | 最高时速                           |
| ------------------- | --------- | --------------- | --------------------------- | ------------------------------------------------------------------------------------------------- | --------------------------- | ---------------------------------- |
| 3.2 VR6             | 2002–2008 | AYT / BKL / BRK | 3,189 cc（194.6 cu in） VR6 | 于6200 RPM 下的马力为：241 PS（177 kW；238 bhp）；于2400 RPM下的扭矩为：315 N·m（232 lbf·ft）     | 9.4                         | 239 km/h（148.5 mph）              |
| 3.6 VR6             | 2008–2016 | 不明            | 3,597 cc（219.5 cu in） VR6 | 于6250 RPM下的马力为：280 PS（206 kW；276 bhp）； 于3500 RPM下的扭矩为：370 N·m（273 lbf·ft）     | 8.6                         | 250 km/h（155.3 mph） （电子限速） |
| 4.2 V8              | 2002–2016 | BGH / BGJ /不明 | 4,172 cc（254.6 cu in） V8  | 于 6500 RPM下的马力为：335 PS（246 kW；330 bhp）；于3500 RPM 下的扭矩为：430 N·m（317 lbf·ft）    | 6.9                         | 250 km/h（155.3 mph） （电子限速） |
| 6.0 W12 LWB (420PS) | 2002–2004 | BAN             | 5,998 cc（366.0 cu in） W12 | 于6000 RPM下的马力为：420 PS（309 kW；414 bhp）；于3000 RPM 下的扭矩为：550 N·m（406 lbf·ft）     | 6.1                         | 250 km/h（155.3 mph） （电子限速） |
| 6.0 W12 LWB (450PS) | 2004–2011 | BRN / BTT       | 5,998 cc（366.0 cu in） W12 | 于6050 RPM下的马力为：450 PS（331 kW；444 bhp）；于2750-5200 RPM下的扭矩为：560 N·m（413 lbf·ft） | 5.9                         | 250 km/h（155.3 mph） （电子限速） |

| 型号               | 年份      | 引擎代号 | 引擎种类                             | 在一定转速下的马力与扭矩                                                                          | 0–100（km/h）加速时间 （秒） | 最高时速                          |
| ------------------ | --------- | -------- | ------------------------------------ | ------------------------------------------------------------------------------------------------- | ---------------------------- | --------------------------------- |
| 3.0 V6 TDI (225PS) | 2004–2006 | BMK      | 2,967 cc（181.1 cu in） V6 涡轮增压  | 于 4000 RPM下的马力为：225 PS（165 kW；222 bhp）； 于1400 RPM下的扭矩为：450 N·m（332 lbf·ft）    | 8.8                          | 234 km/h（145.4 mph）             |
| 3.0 V6 TDI (233PS) | 2007–2008 | CARA     | 2,967 cc（181.1 cu in） V6 涡轮增压  | 于4000 RPM下的马力为：233 PS（171 kW；230 bhp）；于1,400 RPM下的扭矩为：450 N·m（332 lbf·ft）     | 8.4                          | 234 km/h（145.4 mph）             |
| 3.0 V6 TDI (240PS) | 2008–2013 | CEXA     | 2,967 cc（181.1 cu in） V6 涡轮增压  | 240 PS（177 kW；237 bhp） 于4,000转速下, 500 N·m（369 lbf·ft） 于1500-3500 RPM下                  | 8.3                          | 237 km/h（147.3 mph）             |
| 3.0 V6 TDI (245PS) | 2014–2016 | CEXB     | 2,967 cc（181.1 cu in） V6 涡轮增压  | 于4000转速下的马力为：245 PS（180 kW；242 bhp）；于1500-3500 RPM下的扭矩为：500 N·m（369 lbf·ft） | 8.3                          | 237 km/h（147.3 mph）             |
| 5.0 V10 TDI        | 2003–2007 | AJS      | 4,921 cc（300.3 cu in） V10 涡轮增压 | 于3750 RPM下的马力为：313 PS（230 kW；309 bhp）；于2000 RPM下的扭矩为：750 N·m（553 lbf·ft）      | 6.9                          | 250 km/h（155.3 mph）（电子限速） |

### 传动系统
| 型号       | 年份      | 类型                                |
| ---------- | --------- | ----------------------------------- |
| 3.2 V6     | 2003–2004 | 五速自动变速器（前轮驱动）          |
| 3.2 V6     | 2003–2007 | 六速自动变速器（前轮驱动）          |
| 3.2 V6     | 2004–2009 | 六速自动变速器（4-Motion 全时四驱） |
| 3.6 V6 FSI | 2010–2015 | 六速自动变速器                      |
| 4.2 V8     | 2010–2016 | 六速自动变速器                      |
| 6.0 W12    | 2010–2011 | 五速自动变速器                      |

| 型号        | 年份      | 类型           |
| ----------- | --------- | -------------- |
| 3.0 V6 TDI  | 2010–2016 | 六速自动变速器 |
| 5.0 V10 TDI | 2003–2007 | 六速自动变速器 |